# NorGer-kabel

NorGer-kabel tussen de kabels NorNed en NordLink (2020)

De NorGer-kabel was een voorstel voor een gelijkstroom-hoogspanningskabel over de bodem van de Noordzee tussen Duitsland en Noorwegen. In een later beslissingstadium is gekozen voor de uiteindelijk ingebruikgenomen kabel Nordlink.
Het Nederlandse bedrijf TenneT en de Noorse netbeheerder Statnett zijn in 2010 besprekingen begonnen over de aanleg van een onderzeese elektriciteitsverbinding tussen Duitsland en Noorwegen. De overeenkomst werd in december 2012 ondertekend waarna in 2014 de investeringsbeslissing is genomen.
De kabelverbinding geeft de mogelijkheid om bij sterke wind in het noorden van Duitsland windenergie naar Noorwegen te transporteren en daar op te slaan in de vorm van waterkracht en bij weinig wind deze elektriciteit weer terug te halen. De Duitse regering heeft het project ondersteund en er is risicodragend kapitaal toegezegd door de Duitse investerings- en subsidiebank Kreditanstalt für Wiederaufbau KfW. Statnett is voor 50% eigenaar van het project en aan Duitse zijde krijgen KfW en TenneT gezamenlijk de overige 50% in handen. Ze hebben deze belangen in DC Nordseekabel GmbH & Co. KG.
De verbinding wordt door middel van hoogspanningsgelijkstroom tot stand gebracht. De stroom wordt met een spanning van 450–500 kV, positief en negatief, getransporteerd. Met deze techniek treedt geen skineffect op en is het mogelijk om twee niet-synchrone netten te koppelen.
Aan de beide uiteinden van de kabel bevinden zich gelijkrichters die de wisselstroom vanuit de nationale netten gelijkrichten en wisselrichters die de gelijkstroom omvormen naar driefasige draaistroom, waarmee de nationale netten weer worden gevoed.

## Gegevens
- capaciteit: 1400 MW
- lengte: 623 km, waarvan 516 km onder water
- bouwduur: ongeveer 3 jaar
- ingebruikname: 2021
- verwachte levensduur: 40 jaar
- kosten: ongeveer € 1,5–2,0 miljard
- massa: 50 kg/m
- landingsplaats in Duitsland: Wilster in de deelstaat Sleeswijk-Holstein
- landingsplaats in Noorwegen: Tonstad

## Overzicht overzeese kabels in de Noordzee
| verbinding     | landen    | landen     | capaciteit MW | spanning kV | jaar in gebruik |
| -------------- | --------- | ---------- | ------------- | ----------- | --------------- |
| NorNed-kabel   | Nederland | Noorwegen  | 0700          | 450         | 2008            |
| BritNed-kabel  | Nederland | Engeland   | 1000          | 450         | 2011            |
| Nemo Link      | België    | Engeland   | 1000          | 400         | 2019            |
| COBRA-kabel    | Nederland | Denemarken | 0700          | 320         | 2019            |
| NordLink       | Duitsland | Noorwegen  | 1400          | 500         | 2020            |
| NorGer-kabel   | Duitsland | Noorwegen  | 1400          | 450 - 500   | 2021            |
| North Sea Link | Noorwegen | Engeland   | 1400          | 525         | 2022            |